# Sarah Good
Sarah Good, död 1692, var en av de åtalade i den berömda häxprocessen i Salem. 
Sarah Good var gift med William Good. Hon och hennes make var fattiga, och livnärde sig på tiggeri i Salem. Hon beskrivs som otrevlig och med dåligt humör, och hade dåligt rykte därför att hon aldrig gick i kyrkan. 
Häxprocessen i Salem utbröt sedan ett antal flickor, Betty Parris, Abigail Williams, Ann Putnam, Mercy Lewis, Mary Walcott, och Elizabeth Hubbard hade plågats av anfall. Parris och Williams anklagade sedan tre kvinnor: Tituba, Sarah Good och Sarah Osborne, för att ha förtrollat dem. Dessa tre var den första personer som greps och anklagades. 
Hon nekade till anklagelserna från rättegångens början fram till sin egen avrättning. Hon uppgav däremot att hennes medåtalade var skyldiga. Hennes rättegång var dramatisk, och hennes anklagare fick anfall då hon uppträdde i domstolen.  
Hon dömdes som skyldig och avrättades genom hängning. Hon födde ett barn i fängelset strax före sin avrättning; barnet avled i fängelset.